# Bulbophyllum flammuliferum
Bulbophyllum flammuliferum är en orkidéart som beskrevs av Henry Nicholas Ridley. Bulbophyllum flammuliferum ingår i släktet Bulbophyllum och familjen orkidéer. Inga underarter finns listade i Catalogue of Life.